# Keshan (Qiqihar)
Der Kreis Keshan (chinesisch 克山縣 / 克山县, Pinyin Kèshān Xiàn) ist ein Kreis der bezirksfreien Stadt Qiqihar in der chinesischen Provinz Heilongjiang. Er hat eine Fläche von 3.410 km² und zählt 255.041 Einwohner (Stand: Zensus 2020). Sein Hauptort ist die Großgemeinde Keshan (克山镇).
Der Kreis war namengebend für die Keshan-Krankheit, eine Form des Selenmangels.